# Louis Des Balbes de Berton de Crillon, hertig de Mahon

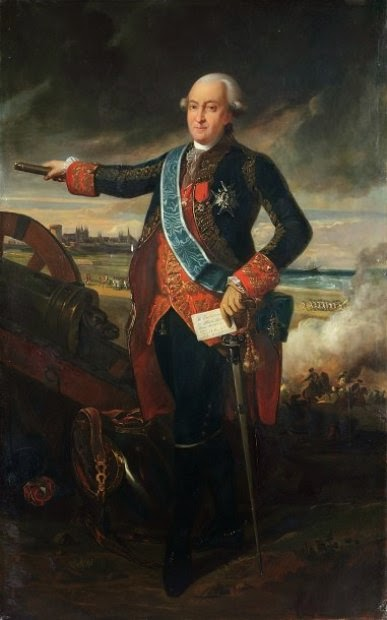
Louis Des Balbes de Berton de Crillon, hertig de Mahon.

Louis Des Balbes de Berton de Crillon, hertig de Mahon, född 1717, död 1796, var en fransk-spansk militär. Han var far till François Félix Dorothée Des Balbes de Berton de Crillon och Louis Antoine François de Paule Des Balbes de Berton de Crillon.
Crillon utmärkte sig under polska och österrikiska tronföljdskrigen genom sin tapperhet, särskilt som nybliven överste i slaget vid Fontenoy 1745. Han blev under sjuårskriget 1758 generallöjtnant och gick 1762 i spansk tjänst. 1782 intog han Menorca och blev grand av Spanien, men hans försök att inta Gibraltar 1783 misslyckades. 